# Canton de Sancergues
Le canton de Sancergues est une ancienne division administrative française située dans le département du Cher.

## Géographie
Ce canton était organisé autour de Sancergues dans l'arrondissement de Bourges. Son altitude variait de 147 m (Herry) à 269 m (Chaumoux-Marcilly) pour une altitude moyenne de 182 m.

## Représentation

### Conseillers généraux de 1833 à 2015
| Période           | Période          | Identité                                                                      | Étiquette          | Qualité                                                                                             |
| ----------------- | ---------------- | ----------------------------------------------------------------------------- | ------------------ | --------------------------------------------------------------------------------------------------- |
| 1833              | 1864             | Nicolas Métairie (1788-1866)                                                  |                    | Maître de forges, maire de Précy                                                                    |
| 1864              | 1871             | Louis Moreau                                                                  |                    | Maire de Sancergues, conseiller d'arrondissement                                                    |
| 1871              | 1899             | Emmanuel Duvergier de Hauranne (1839-1914) (fils de P. Duvergier de Hauranne) | Républicain rallié | Propriétaire, maire de Herry                                                                        |
| 1899              | 1900 (décès)     | Frédéric Ménagé (1845-1900)                                                   |                    | Propriétaire à Sancergues                                                                           |
| 1901              | 1904             | Henri Maret                                                                   | Rad. dissident     | Journaliste Député de la Seine (1881-1885) Député du Cher (1885-1906)                               |
| 1904              | 1928 (décès)     | François Priot                                                                | Rad.               | Tailleur d'habits, adjoint au maire de Charentonnay Conseiller d'arrondissement                     |
| 1928              | 1934 (décès)     | Gustave Roger                                                                 | Soc.ind.           | Maire de Précy (1925-1929) puis adjoint au maire de Saint-Léger-le-Petit                            |
| 15 avr. 1934      | 1940             | Emile Trompat                                                                 | Rad. puis SFIO     | Maire de Sancergues (1914-1944), conseiller d'arrondissement Nommé conseiller départemental en 1943 |
|                   |                  |                                                                               |                    | |
| 1945              | 1951             | Edmond Ratillon (1899-1981)                                                   | SFIO               | Cultivateur, ancien déporté à Dachau Maire de Charentonnay, ancien conseiller d'arrondissement      |
| 1951              | 1963 (démission) | Célestin Lamy (1896-1963)                                                     | PCF                | Maire de Garigny                                                                                    |
| 1963              | 1966 (décès)     | Jacques Bélières                                                              | DVG                | Vétérinaire                                                                                         |
| 25 septembre 1966 | 1970 (décès)     | Paul Mallet (1913-1970)                                                       | PCF                | Maire de Marseilles-lès-Aubigny                                                                     |
| 1970              | 1976             | Michel Lafay                                                                  | UDR                | Pharmacien Maire de Sancergues (1971-2001), suppléant de Maurice Papon (1973-1978)                  |
| 1976              | 2015             | Serge Berthelot                                                               | PCF                | Ouvrier agricole puis éclusier, La Chapelle-Montlinard                                              |

### Conseillers d'arrondissement (de 1833 à 1940)
Le canton de Sancergues faisait partie de l'arrondissement de Sancerre jusqu'à sa disparition en 1926.
| Période                                  | Période | Identité                                | Étiquette    | Qualité |
| ---------------------------------------- | ------- | --------------------------------------- | ------------ | --- |
| 1833                                     | 1836    | Pierre Henry Isidore Moreau             |              | Receveur de l'enregistrement, Sancergues                                                                    |
| 1836                                     | 1842    | Louis Pierre Henry Panariou (1791-1862) |              | Juge de paix à Sancergues, propriétaire à Crézancy                                                          |
| 1842                                     | 1848    | Pierre Henry Isidore Moreau             |              | Maire de Sancergues                                                                                         |
| 1848                                     | 1852    | Jean Duron                              |              | Propriétaire, maire de Marcilly                                                                             |
| 1852                                     | 1864    | Louis Moreau                            |              | Maire de Sancergues                                                                                         |
|                                          |         |                                         |              | |
| 1867                                     | 1883    | Paul Servois fils                       | Conservateur | Maire de Marseilles-lès-Aubigny                                                                             |
| 1883                                     | 1889    | Sylvain Ardoin                          | Républicain  | Propriétaire agriculteur, greffier de la justice de paix, maire de Sancergues                               |
| 1889                                     | 1901    | Paul Servois                            | Conservateur | Président du Conseil d'arrondissement, maire de Marseilles-lès-Aubigny                                      |
| 1901                                     | 1904    | François Priot                          | Radical      | Tailleur d'habits, adjoint au maire de Charentonnay                                                         |
| 1904                                     | 1907    | Louis Dupuy                             | Radical      | Maire de Précy                                                                                              |
| 1907                                     | 1913    | Alexandre Jeanrot                       | Radical      | Maire de Sancergues                                                                                         |
| 1913                                     | 1925    | Louis Policard                          | Radical      | Maire d'Herry                                                                                               |
| 1925                                     | 1934    | Émile Trompat                           | Radical      | Maire de Sancergues                                                                                         |
| 1934                                     | 1937    |                                         |              | |
| 1937                                     | 1940    | Edmond Ratillon (1899-1981)             | SFIO         | Cultivateur, conseiller municipal de Précy                                                                  |
| 1940                                     |         |                                         |              | Les conseils d'arrondissement ont été suspendus par la loi du 12 octobre 1940 et n'ont jamais été réactivés |
| Les données manquantes sont à compléter. |         |                                         |              | |

## Composition
Le canton de Sancergues regroupait dix-huit communes et comptait 7 340 habitants (recensement de 1999 sans doubles comptes).
| Communes                | Population (2012) | Code postal | Code Insee |
| ----------------------- | ----------------- | ----------- | ---------- |
| Argenvières             | 435               | 18140       | 18012      |
| Beffes                  | 672               | 18320       | 18025      |
| La Chapelle-Montlinard  | 494               | 18140       | 18049      |
| Charentonnay            | 314               | 18140       | 18053      |
| Chaumoux-Marcilly       | 101               | 18140       | 18061      |
| Couy                    | 334               | 18140       | 18077      |
| Étréchy                 | 419               | 18800       | 18090      |
| Garigny                 | 248               | 18140       | 18099      |
| Groises                 | 138               | 18140       | 18104      |
| Herry                   | 1 016             | 18140       | 18110      |
| Jussy-le-Chaudrier      | 526               | 18140       | 18120      |
| Lugny-Champagne         | 166               | 18140       | 18132      |
| Marseilles-lès-Aubigny  | 691               | 18320       | 18139      |
| Précy                   | 312               | 18140       | 18184      |
| Saint-Léger-le-Petit    | 352               | 18140       | 18220      |
| Saint-Martin-des-Champs | 331               | 18140       | 18224      |
| Sancergues              | 718               | 18140       | 18240      |
| Sévry                   | 73                | 18140       | 18251      |

## Démographie
| 1962  | 1968  | 1975  | 1982  | 1990  | 1999  | 2006  | 2011  | 2012  |
| ----- | ----- | ----- | ----- | ----- | ----- | ----- | ----- | ----- |
| 9 413 | 8 834 | 8 172 | 7 702 | 7 492 | 7 340 | 7 554 | 7 564 | 7 530 |